# Dicyanoacétylène
Le dicyanoacétylène, également appelé sous-nitrure de carbone ou but-2-ynédinitrile (UICPA), est un composé de carbone et d'azote de formule chimique C4N2. Sa structure moléculaire est linéaire avec une alternance de liaisons covalentes triples et simples : sa formule développée est N≡C−C≡C−C≡N, souvent abrégé en la formule semi-développée NC4N. La molécule de dicyanoacétylène peut être vue comme une molécule d'acétylène dont les deux atomes d'hydrogène ont été remplacés par des groupes cyanure. C'est de ce fait un cyanopolyyne.
À température ambiante, le dicyanoacétylène est un liquide clair. En raison de sa forte chaleur endothermique de formation, il peut exploser en poudre de carbone et azote gazeux.
À pression ambiante, il brûle dans l'oxygène avec une vive flamme bleu-blanc d'une température de 5 261 kelvins (4 988 °C). À 40 atmosphères de pression, la température de combustion atteint 5 748 kelvins (5 475 °C). Dans l'ozone, il a été calculé que la température de combustion atteindrait 6 100 kelvins (5 833 °C) à une pression de 40 atmosphères.

## Synthèse
Le dicyanoacétylène peut être préparé en faisant passer de l'azote gazeux sur un échantillon de graphite chauffé à une température comprise entre 2 673 et 3 000 kelvins.

## Réactif en chimie organique
Le dicyanoacétylène est un puissant diénophile car les groupes cyanure sont électroattracteurs, donc il s'agit d'un réactif utile pour les réactions de Diels-Alder avec des diènes non réactifs. Il s'ajoute même au composé aromatique appelé durène (1,2,4,5-tétraméthylbenzène) pour former un bicyclooctatriène substitué. Seuls les diénophiles les plus réactifs peuvent attaquer de tels composés aromatiques.

## Présence dans l'espace et sur les corps célestes

### Atmosphère de Titan

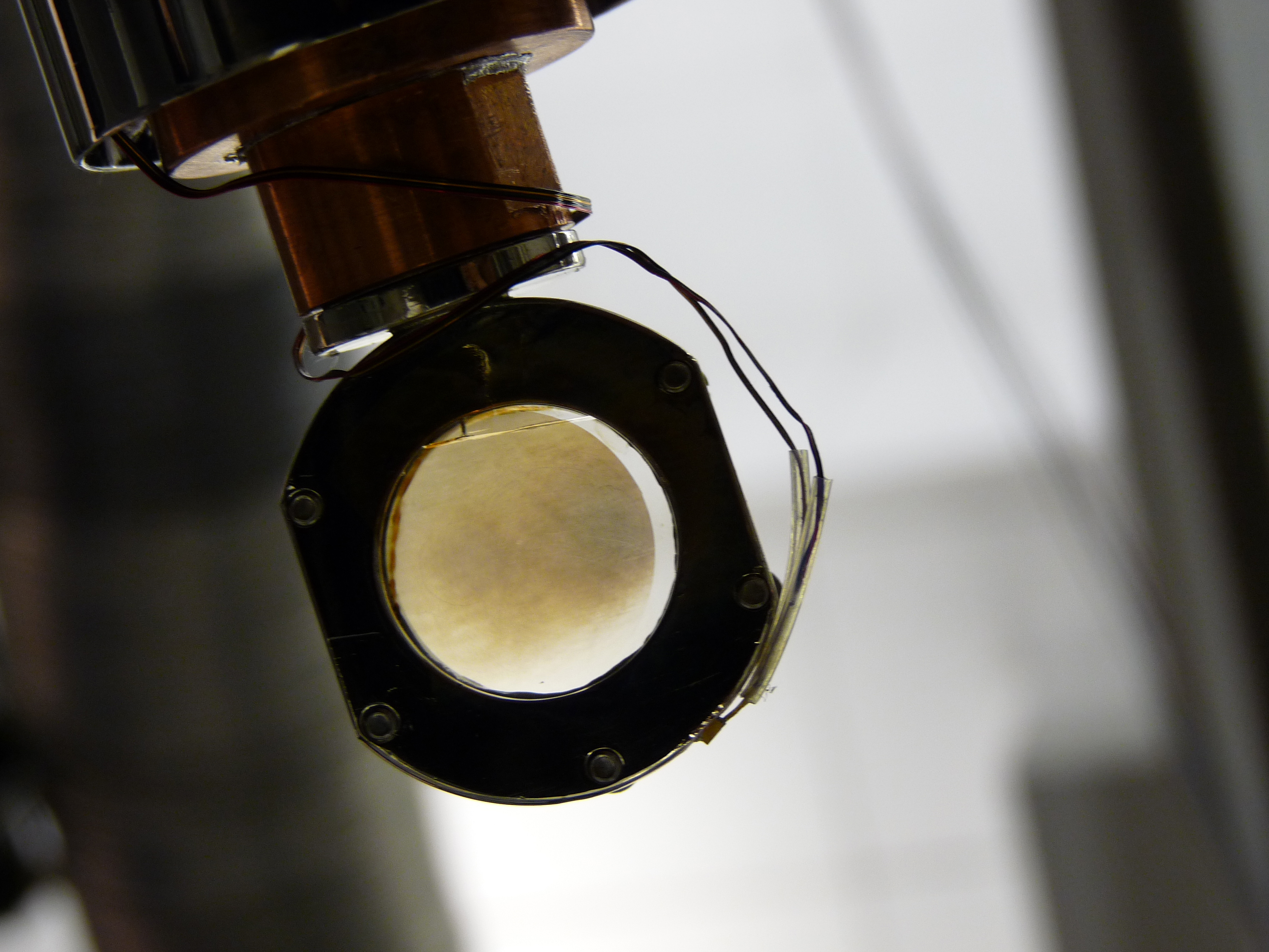
Expérience visant à simuler l'atmosphère de Titan. Lors de cette expérience, du dicyanoacétylène a été exposé à un rayonnement à 266 nm aboutissant à la formation d'un résidu semblable au tholin de l'atmosphère de Titan.

Du dicyanoacétylène solide a été détecté dans l'atmosphère de Titan par spectroscopie infrarouge. Lorsque les saisons changent sur Titan, le composé se condense et s'évapore selon un cycle, ce qui permet aux scientifiques sur Terre d'étudier la météorologie de Titan.

### Espace interstellaire
La détection de dicyanoacétylène dans le milieu interstellaire demeure impossible car la symétrie de la molécule implique l'absence de spectre rotationnel micro-ondes. Cependant, des molécules similaires mais asymétriques telles que le cyanoacétylène ont été observées, faisant que la présence de dicyanoacétylène est suspectée dans ces environnements.